# Liste geflügelter Worte/R

## Rache für Sadowa!

Georg Bleibtreu: Schlacht von Königgrätz

„Rache für Sadowa!“ (frz. „Revanche pour Sadowa!“) forderte die französische Öffentlichkeit ab 1866, nachdem Preußen in der Entscheidungsschlacht des Deutschen Krieges, die zwischen den böhmischen Dörfern Sadová bzw. Máslojedy und Všestary in der Nähe der Stadt Hradec Králové (Königgrätz) ausgetragen worden war, die Armeen der Österreicher und Sachsen vernichtend geschlagen hatte. Frankreich konnte nicht mehr in den Krieg eingreifen, da Preußen schnell Frieden schloss, statt die günstige Situation für Eroberungen auszunutzen. Die Tatsache, dass sich nach Sadowa anstelle der gewohnten deutschen Zersplitterung mit dem Norddeutschen Bund ein mächtiger, geeinter Nachbar unter preußischer Vormachtstellung bildete, wurde von den Franzosen als ein preußischer Sieg über Frankreich angesehen, der zwar auf dem Rücken der Österreicher ausgetragen wurde, aber für die Grande Nation eine „blutige Demütigung und beispiellose Erniedrigung in unserer (d. h. der französischen) Geschichte“ sei.
Die unverhohlenen Forderungen nach einem Krieg und der Eroberung der linksrheinischen Gebiete, wie schon zur Rheinkrise 1840, schlugen ein weiteres Kapitel in der deutsch-französischen Erbfeindschaft auf. Ziel war es, den neuen Nachbarn im Keim zu ersticken. Es folgte 1870 die französische Kriegserklärung zum Deutsch-Französischen Krieg von 1870/71.
Heute ist Sadowa (tschechisch Sadová) eine Gemeinde mit rund 330 Einwohnern in Tschechien, 15 Kilometer nordwestlich des Stadtzentrums von Königgrätz (tschechisch: Hradec Králové), dem Verwaltungszentrum der Region Hradec Králové mit etwa 95.000 Einwohnern.

## Rad der Geschichte
Die Wendung das „Rad der Geschichte“ ist seit dem 18. Jahrhundert gebräuchlich und steht für den Fortgang der geschichtlichen Entwicklung. Im Kommunistischen Manifest von Karl Marx und Friedrich Engels aus dem Jahr 1848 heißt es im Abschnitt I (Bourgeois und Proletarier):
„Die Mittelstände, der kleine Industrielle, der kleine Kaufmann, der Handwerker, der Bauer, sie alle bekämpfen die Bourgeoisie, um ihre Existenz als Mittelstände vor dem Untergang zu sichern. Sie sind also nicht revolutionär, sondern konservativ. Noch mehr, sie sind reaktionär, sie suchen das Rad der Geschichte zurückzudrehen.“
Mit der Feststellung, dass sich das Rad der Geschichte nicht zurückdrehen lässt, drückt man heute aus, dass historische Entwicklungen nicht rückgängig gemacht werden können.

## Räder müssen rollen für den Sieg!
Räder müssen rollen für den Sieg! war der Titel einer propagandistischen Werbekampagne der Deutschen Reichsbahn im Jahr 1942. Wesentliches Ziel der Kampagne war die Erhöhung der Transportleistung in der Wende des Zweiten Weltkriegs. Anlass der Kampagne waren zunehmende Nachschubprobleme im Russlandfeldzug, für die in weiten Teilen die Eisenbahn verantwortlich gemacht wurde.
Im Rahmen der Kampagne erschien eine Serie von Anzeigen, die dazu aufforderten, unnötige Reisen zu unterlassen. So zeigte ein Motiv ein Zugabteil, in dem ein Soldat in Marschausrüstung vor einem sitzenden Reisenden steht. In großen Lettern war darüber geschrieben:
„Hilft Deine Reise siegen?“
Verbunden damit war die Unterzeile:
„Musst Du der Front Wagenraum stehlen?“

## Raffael wäre ein großer Maler geworden, selbst wenn er ohne Hände auf die Welt gekommen wäre.

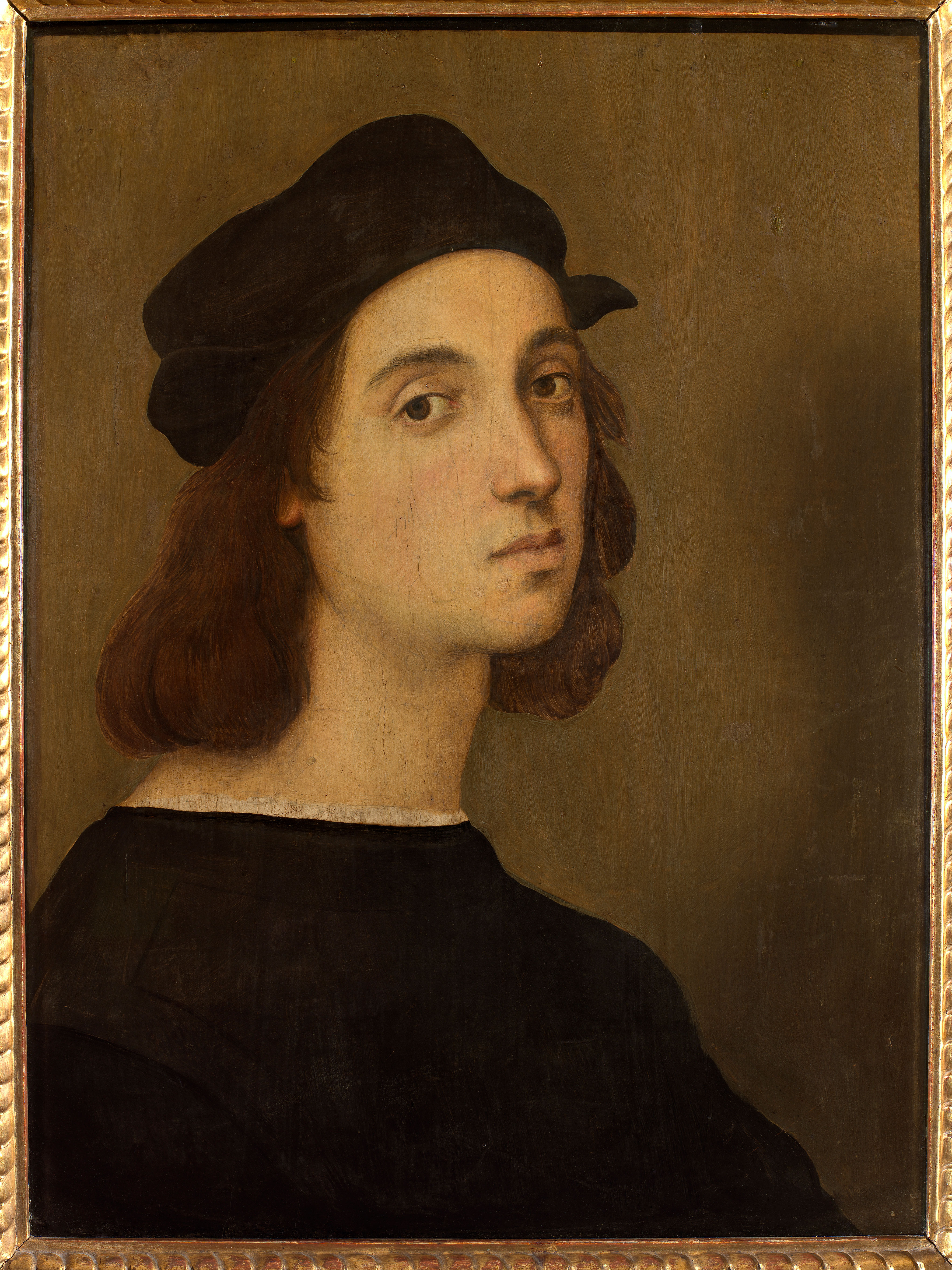
Raffaello Santi

Diese Bemerkung stammt aus Gotthold Ephraim Lessings Drama Emilia Galotti, wo der Maler Conti zum Prinzen von Guastalla sagt:
„Oder meinen Sie, Prinz, dass Raffael nicht das größte malerische Genie gewesen wäre, wenn er unglücklicherweise ohne Hände wäre geboren worden?“
Conti stellt damit die Konzeption über die handwerkliche Ausführung. Zuvor hat er seine eigene Malerei so beschrieben:
„Auf dem langen Wege, aus dem Auge durch den Arm in den Pinsel, wie viel geht da verloren!“
Im 1881 erschienenen Dekamerone der Verkannten, einer parodistischen Darstellung der so genannten Theaterdekamerones, steht folgender Dialog:
„„Es mechten desgleichen Manche unter uns sein, denen die Ordographie en bischen beim Schreiwen im Wäge schteht,“ begann der Soufleur wieder, „un daderum sieht es faul mit’n Dekamerone aus!“
 „Armseliger Wurm!“ fuhr ihn Fellrich an. „Raphael würde dennoch der größte Maler geworden sein, auch wenn er ohne Arme und Beine auf die Welt gekommen wäre. Der Geist allein macht lebendig – nicht die Orthograpie. Wir nehmen einen Copisten an, der die einzelnen Beiträge ein wenig durchsieht.““
Der italienische Maler Raffael wurde durch seine harmonischen und ausgewogenen Kompositionen und lieblichen Madonnenbilder berühmt. Zu Lebzeiten genoss er das Privileg, nur unter seinem Vornamen bekannt zu sein, und bis weit ins 19. Jahrhundert hinein galt er als größter Maler aller Zeiten.

## Rahn schießt! Tor, Tor, Tor, Tor!
Dieser Satz des Radio-Reporters Herbert Zimmermann im Endspiel der Fußball-Weltmeisterschaft 1954 ging in die Geschichte ein. Zimmermann schildert damit das entscheidende Tor der deutschen Fußballnationalmannschaft gegen das Team Ungarns beim Stande von 2:2 kurz vor Schluss:
„Sechs Minuten noch im Wankdorf-Stadion in Bern, keiner wankt, der Regen prasselt unaufhörlich hernieder, es ist schwer, aber die Zuschauer, sie harren nicht aus. Wie könnten sie auch – eine Fußball-Weltmeisterschaft ist alle vier Jahre und wann sieht man ein solches Endspiel, so ausgeglichen, so packend. Jetzt Deutschland am linken Flügel durch Schäfer. Schäfers Zuspiel zu Morlock wird von den Ungarn abgewehrt – und Bozsik, immer wieder Bozsik, der rechte Läufer der Ungarn am Ball. Er hat den Ball – verloren diesmal, gegen Schäfer. Schäfer nach innen geflankt. Kopfball – abgewehrt. Aus dem Hintergrund müsste Rahn schießen – Rahn schießt – Tooooor! Tooooor! Tooooor! Tooooor!“
Danach rief Zimmermann begeistert aus:
„Tor für Deutschland! Drei zu zwei führt Deutschland. Halten Sie mich für verrückt, halten Sie mich für übergeschnappt!“
Zu Ehren Zimmermanns trägt der Herbert-Award seinen Namen für herausragende journalistische Leistungen im Sportjournalismus.

## Rasender Reporter
Der Journalist und Schriftsteller Egon Erwin Kisch veröffentlichte 1925 eine Sammlung von Reportagen unter dem Titel „Der rasende Reporter“. Dieser Titel wurde bald zur Bezeichnung für Kisch selbst.

## Rasender Roland
Der rasende Roland (italienisch: „Orlando furioso“) ist ein Epos des italienischen Renaissance-Dichters Ludovico Ariosto. Die Hauptfigur Roland – Vorbild ist der fränkische Markgraf Hruotland – wird als Neffe Karls des Großen ausgegeben. Als die ebenso schöne wie zauberkräftige Angelika, eine chinesische Prinzessin, an den Hof Kaiser Karls kommt, verlieben sich die meisten Ritter auf der Stelle in sie. Roland verliert wegen seiner Liebe sogar den Verstand.
Mit „Rasender Roland“ bezeichnet man heute – ohne Bezug auf Ariosts Werk – einen wütenden Menschen. Ironisch verwendet wurde der Name als Bezeichnung der langsamen Schmalspurbahn Der rasende Roland auf der Insel Rügen.

## Rattenfänger von Hameln

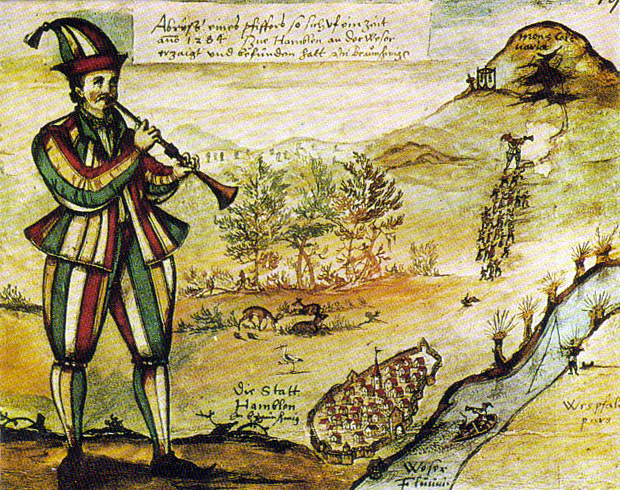
Rattenfänger von Hameln

Der Rattenfänger von Hameln ist eine der bekanntesten deutschen Sagen. Die Sage berichtet von einem Flötenspieler, der die Stadt Hameln von einer Rattenplage erlöste und danach um seinen Lohn geprellt wurde. Dafür rächte er sich, indem er die Kinder mit seinem Flötenspiel aus der Stadt lockte. Der historische Kern der Rattenfängersage lässt sich nicht ermitteln. Als gesichert kann jedoch gelten, dass die ursprüngliche Kinderauszugs-Sage erst Ende des 16. Jahrhunderts mit einer Rattenvertreibungs-Sage verknüpft wurde.
Das Wort Rattenfänger wird heute oft verwendet, um Politiker zu bezeichnen, die auf die Verführbarkeit der Wähler spekulieren.

## Raum für alle hat die Erde.
Diese Worte stammen aus Friedrich Schillers, von Franz Schubert später vertontem Gedicht Der Alpenjäger und sind ein Teil der Belehrung, die der Berggeist einem Jäger erteilt, der eine Gazelle bis auf den höchsten Berggrat getrieben hat, um sie dort zu erlegen. Das Gedicht endet mit folgenden Zeilen:
„Musst du Tod und Jammer senden?
Ruft er, bis herauf zu mir?
Raum für alle hat die Erde,
Was verfolgst du meine Herde?“

## Raum ist in der kleinsten Hütte.
Die Vierte Strophe von Friedrich Schillers Gedicht Der Jüngling am Bache wurde später in das Lustspiel Der Parasit eingebaut und endet mit der folgenden Strophe:
„Komm herab, du schöne Holde,
und verlaß dein stolzes Schloß!
Blumen, die der Lenz geboren,
schütt ich dir in deinen Schoß.
Horch, der Hain erschallt von Liedern,
und die Quelle rieselt klar.
Raum ist in der kleinsten Hütte
Für ein glücklich liebend Paar.“
Man kommentiert damit heute beengte räumliche Verhältnisse, z. B. wenn plötzlich Besuch erscheint. Beispiele:
- „Minivans im Vergleich – Raum ist in der kleinsten Hütte.“
- „Raum ist in der kleinsten Hütte – Mit Spezialmöbeln lassen sich kleine Zimmer optimal nutzen.“
- „Raum ist in der kleinsten Hütte.“ (deutscher Titel der US-Fernsehserie Room for One More)

## Read my lips.

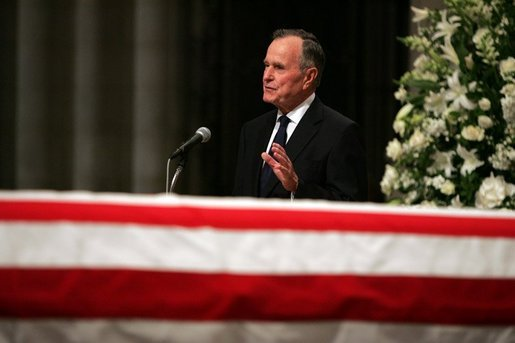
George H. W. Bush bei einer Rede

Der US-amerikanische Präsidentschaftskandidat George H. W. Bush gab 1988 auf der Republican National Convention folgendes Versprechen ab:
„Read my lips: no new taxes.“
„Lest es von meinen Lippen ab: Keine neuen Steuern.“
Das Versprechen war eine wichtige Aussage im Wahlkampf, die Rede brachte es in das Bewusstsein des amerikanischen Volkes und gilt als einer der entscheidenden Gründe für den Wahlsieg.
Nach seiner Wahl zwangen eine sich abflachende Konjunktur und eine demokratische Mehrheit im Kongress Bush zu Kompromissen. 1990 erhöhte er verschiedene Steuern und brach so sein Wahlversprechen. „Read my lips.“ ist dadurch zu einem Synonym für gebrochene Wahlversprechen geworden.
Auch die SPÖ hat das Bush-Zitat in Wahlspots in der Nationalratswahl 2006 gegen den damaligen Bundeskanzler Wolfgang Schüssel verwendet, der versprach, keine Koalition mit der SP einzugehen, sollte diese ihren EU-Kurs beibehalten:
„‚Sie haben gelogen, Herr Bundeskanzler.‘ Das ist die zentrale Botschaft des SPÖ-Wahlkampfes in den elektronischen Medien.“
In jedem der sieben SPÖ Werbespots kamen Aussagen des Bundeskanzlers aus der Vergangenheit vor, die dann aus dem Off als Lügen bezeichnet wurden.

## Rebellion ist gerechtfertigt.
Mit diesen Worten forderte Mao Zedong die Rotgardisten zum Widerstand gegen das Parteiestablishment der Kommunistischen Partei Chinas auf:
造反有理.
Zaofan you li.
1964 gründeten 49 Schüler der Qinghua-Mittelschule die erste Rote Garde und wollten der Schulleitung neue Ideen und Vorschläge zur Reformation der Schule unterbreiten. Die Gruppe schrieb einen Brief an Mao persönlich, in dem sie ihm ihre Vorstellungen darlegten. Mao antwortete ihnen, die Rebellion der Roten Garden in der Schule sei richtig und revolutionär, und er unterstütze sie.

## Recht auf Arbeit
Diese politische Forderung stammt aus dem 1808 erschienenen Werk Theorie der vier Bewegungen (Théorie des quatres Mouvements). des französischen Sozialphilosophen Charles Fourier, in dem er ein umfassendes System des utopischen Sozialismus entwirft.
Fourier sah die Versorgung des Einzelnen in der Gesellschaft mit dem Lebensnotwendigen als ein Recht an und deutet das Verurteiltsein des Menschen zur Arbeit seit dem Sündenfall zu einem Menschenrecht um. Als Preis der Erkenntnis sah man bis dahin die Mühen der Arbeit.

## Recht muss Recht bleiben.
Diese Feststellung stammt aus dem Alten Testament. Im 94. Psalm ist davon die Rede, dass das Volk Gottes von den Gottlosen unterdrückt wird, Gott ihm aber beistehen wird:
„Denn der Herr wird sein Volk nicht verstoßen noch sein Erbe verlassen. Denn Recht muss doch Recht bleiben, und dem werden alle frommen Herzen zufallen.“
Recht muß Recht bleiben –! ist auch ein Gedicht von Kurt Tucholsky, in dem es um Kriegsanleihen geht und das mit folgenden Versen endet:
„Aber der kleine Mann, der in Land und Stadt
seine Kriegsanleihe gezeichnet hat,
der kann sich sein Geld in den Schornstein schreiben.
Recht muß Recht bleiben.“
Der Focus-Redakteur Frank Mertgen schrieb 2005 in einem Editorial unter der Überschrift Recht muss Recht bleiben:
„Recht soll das Zusammenleben ordnen und Konflikte lösen. Das kann es nur, wenn die Regeln weithin akzeptiert werden. Wenn legal ist, was kaum jemandem legitim erscheint, nimmt die Rechtsordnung Schaden.“

## Reden ist Silber.
Diese sprichwörtliche Wendung beruht wohl auf Psalm 12, 7. Dort heißt es:
„Die Rede des Herrn ist lauter, wie durchläutertes Silber.“
Im Buch der Sprichwörter (10,20) steht:
„Der Gerechten Zunge ist köstliches Silber.“
Der Zitatensammler Georg Büchmann fragt in seinen Geflügelten Worten:
„aber welcher Weise setzte hinzu: „Schweigen ist Gold“? Der Prediger Salomo 3, 7 sagt nur: „Schweigen, Reden hat seine Zeit“. Manche nennen für „Reden ist Silber und Schweigen ist Gold“ den Koran als Quelle, bezeichnen aber klüglich nie die Sure, in der es Mohammed offenbart habe.“

## Reform an Haupt und Gliedern
Eine Reformation an Haupt und Gliedern ist eine grundlegende Umgestaltung einer Organisation. Die Forderung wurde ursprünglich in einem Text zur Vorbereitung des Konzils von Vienne im Jahr 1311 aufgestellt. Dort heißt es:
„… dass vor allem das, was in der Kirche Gottes zu verbessern und zu reformieren ist, verbessert und reformiert werden möge, und zwar an Haupt und Gliedern.“
Eine Reform der Kirche an Haupt und Gliedern wird gewöhnlich als Hauptzweck der großen Konzilien des 15. Jahrhunderts bezeichnet.
Papst Clemens V. berief für das Jahr 1311 ein Konzil nach Vienne. Von allen beim Konzil von Vienne eingereichten Gutachten ist nur der „Tractatus de modo generalis concilii celebrandi“ erhalten. Dort heißt es:
„Videretur deliberandum, perquam utile fore et necessariurn quod ante omnia corrigerentur et reformarentur illa quae sunt in ecclesia Dei corrigenda et reformanda, tam in capite quam in membris.“
„Es scheint in Erwägung gezogen werden zu müssen, daß es sehr nützlich und notwendig sein würde, vor allem das, was in der Kirche Gottes verbesserungs- und reformbedürftig ist, zu verbessern und zu reformieren an Haupt und Gliedern.“
Das Konzil entschied, dass den Templern die ihnen 1307 im Templerprozess vorgeworfene Häresie und Blasphemie nicht nachgewiesen worden seien. Dennoch sei dieser Orden aufzulösen, um weiteren Schaden von der Kirche abzuwenden.

## Regeln für den Menschenpark
Regeln für den Menschenpark ist eine Rede, die der deutsche Philosoph Peter Sloterdijk im Juli 1999 auf Schloss Elmau hielt und die im selben Jahr als Buch erschien. Der Vortrag löste eine intensive öffentliche Debatte über die Anwendung von Gentechnologie auf den Menschen aus:
„Was sich als Nachdenken über Politik präsentiert, ist in Wahrheit eine Grundlagenreflexion über Regeln für den Betrieb von Menschenparks. Wenn es eine Würde des Menschen gibt, die es verdient, in philosophischer Besinnung zur Sprache gebracht zu werden, dann vor allem deswegen, weil Menschen in den politischen Themenparks nicht nur gehalten werden, sondern sich selbst darin halten. Menschen sind selbsthegende, selbsthütende Wesen, die – wo auch immer sie leben – einen Parkraum um sich erzeugen. In Stadtparks, Nationalparks, Kantonalparks, Ökoparks – überall müssen Menschen sich eine Meinung darüber bilden, wie ihre Selbsthaltung zu regeln sei.“

## Reich mir die Hand, mein Leben.
Mit dem italienischen Lied Là ci darem la mano versucht Don Giovanni in der Mozart-Oper Der bestrafte Wüstling oder Don Giovanni, eine Braut in sein Schloss zu locken:
„Reich mir die Hand, mein Leben,
Komm' auf mein Schloss mit mir;
Kannst du noch widerstreben?
Es ist nicht weit von hier.“
Reich mir die Hand, mein Leben ist der Titel eines 1955 uraufgeführten Filmes von Karl Hartl. In diesem Film erinnert sich die Sängerin Anni Gottlieb an Mozarts Totenbett an ihre gemeinsame Zeit als seine Schülerin und letzte Geliebte.

## Reif für die Insel
Dies ist der Titel eines 1982 vom österreichischen Liedermacher Peter Cornelius geschriebenen Schlagers, in dem das Aussteigen thematisiert wird. Mit diesem Ausdruck wird allerdings deutlich gemacht, dass man urlaubsreif sei. Im Schlager heißt es:
„ I bin reif, reif, reif, reif für die Insel.
I bin reif, reif, reif überreif.
Und i frag mi warum i no’ da bin,
für’s Aussteig’n bin i scheinbar zu feig.
Und i wunder mi warum i no’ da bin,
für’s Aussteig’n bin i scheinbar zu feig.“
Die Deutsche Bahn wirbt mit diesen Worten für ihre Urlaubsangebote an der Nordsee:
„Reif für die Insel? Die Bahn bringt Sie hin.“
Der Tagesspiegel dreht diese Worte um, wenn er vom deutschen Fußballtorhüter Nick Hamann schreibt, der vier Jahre auf den britischen Inseln gespielt hat. Es heißt dann, anspielend auf einen gewissen Reifungsprozess:
„Reif von der Insel“

## Reim dich, oder ich fress dich!

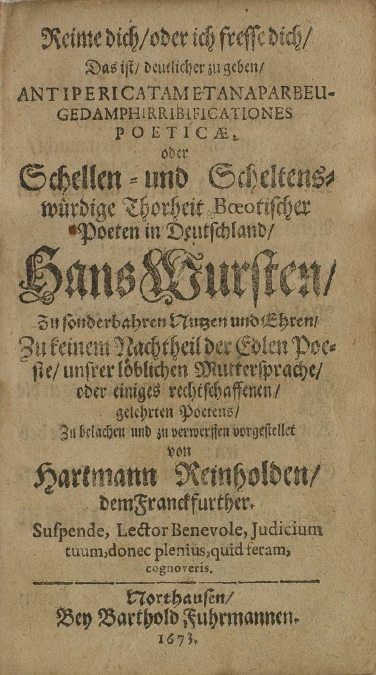
Titelblatt von Sacers Satire

Der Satiriker und Poetiker Gottfried Wilhelm Sacer gab 1673 unter dem Pseudonym Hartmann Reinhold eine Satire über die Schwächen zeitgenössischer Dichtkunst heraus, der er den Titel Reime dich, oder ich fresse dich! gab.
Sacer war ein ausgesprochener Gegner poetologischer Neuerungen, die mit Philipp von Zesen eingesetzt hatten.
„Reim dich, oder ich fress dich!“ sagt man heute umgangssprachlich, scherzhaft, wenn sich Verse schlecht reimen.

## ’rein in die gute Stube!
Als Kaiser Wilhelm I. im September des Jahres 1876 die Stadt Leipzig besuchte, lud eine Leipzigerin den ihrem Hause als Gast zugewiesenen Prinzen Friedrich Karl von Preußen mit folgenden Worten in ihre Wohnung ein:
„Königliche Hoheit, kommen Sie ’rein in die gute Stube!“
Auch ein Grabspruch von Peter Rühmkorf beginnt so:
Schaut nicht so bedeppert in die Grube.
Nur immer rein in die gute Stube.
Paar Schaufeln Erde und wir haben
Ein Jammertal hinter uns zugegraben.

## Reisende soll man nicht aufhalten.
Der erste literarische Nachweis dieser Redewendung findet sich 1907 bei Johannes Richard zur Megede in dem Roman Modeste. Nach Johannes Ilberg dürfte die Formulierung umgangssprachlich bereits im 19. Jahrhundert allgemein gebräuchlich gewesen sein. Prominent wurde das Wortgefüge durch den deutschen Bundeskanzler Helmut Schmidt in der Bundestagsdebatte vom 17. September 1982 im Bericht zur Lage der Nation, als der SPD-Koalitionspartner FDP einen Koalitionswechsel vorbereitete: „Das wäre nicht so schlecht, Reisende soll man nicht aufhalten.“ Die Wendung wurde seitdem immer wieder von Politikern gebraucht, wenn es um Abtrünnige ging, beispielsweise von Jörg Tauss im August 2004 und Klaus Wowereit im Oktober 2011.

## Reiter über den Bodensee

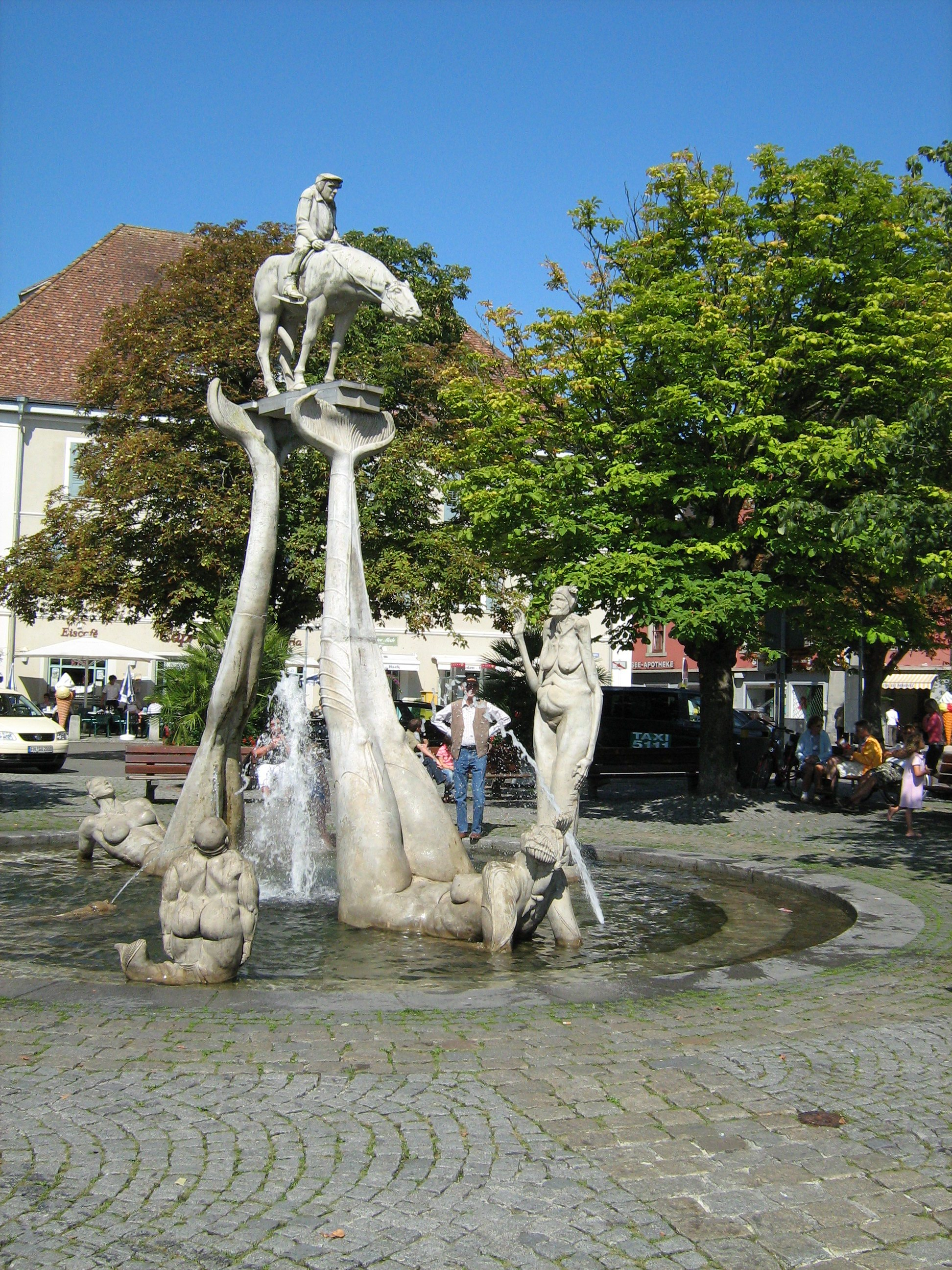
Brunnen in Überlingen Reiter über den Bodensee

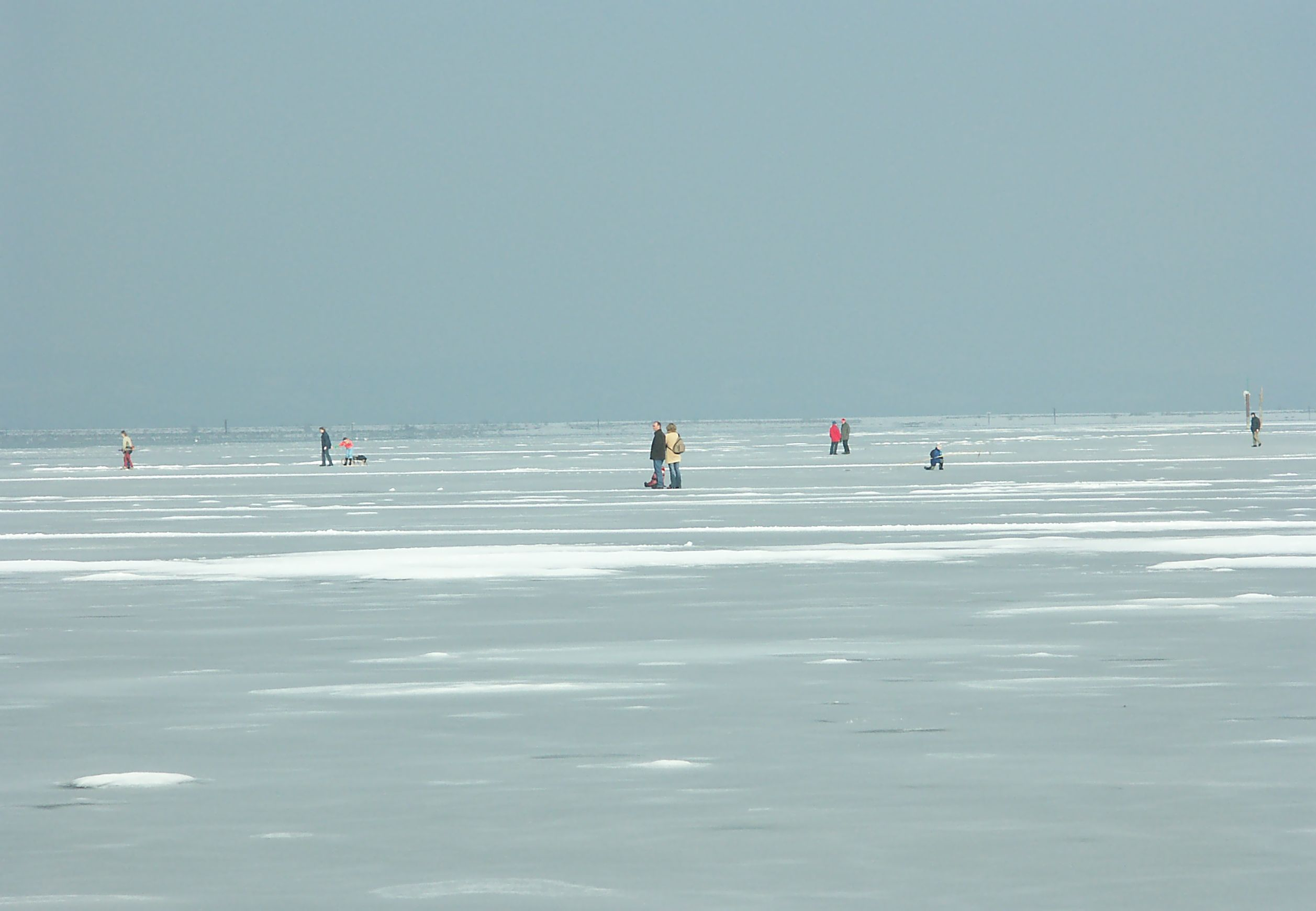
Seegfrörni

Eine schwäbische Sage, die Gustav Schwab nach mündlicher Überlieferung 1826 in seiner Ballade Der Reiter und der Bodensee bearbeitete, erzählt, dass ein Reiter ahnungslos über die Schneefläche des zugefrorenen Bodensees galoppiert:
„Der Reiter reitet durchs helle Tal,
auf Schneefeld schimmert der Sonne Strahl.

Er trabet im Schweiß durch den kalten Schnee,
er will noch heut an den Bodensee;

Noch heut mit dem Pferd in den sichern Kahn,
will drüben landen vor Nacht noch an.“
Er wundert sich über die gleichmäßige Landschaft:
„ Aus den Bergen heraus, ins ebene Land,
da sieht er den Schnee sich dehnen wie Sand.

Weit hinter ihm schwinden Dorf und Stadt,
der Weg wird eben, die Bahn wird glatt.“
Als er unbemerkt auf der anderen Seite angekommen ist, fragt er
„Willkommen am Fenster, Mägdelein,
an den See, an den See, wie weit mags sein?

Die Maid, sie staunet den Reiter an:
Der See liegt hinter dir und der Kahn.“
Als der Reiter dies hört und begreift, welcher Gefahr er entronnen ist, fällt er vor Schreck tot vom Pferd.
Seegfrörni ist in der Schweiz die Bezeichnung für das Zugefrieren eines Sees. Überliefert ist, dass 1573 der Elsässer Postvogt Andreas Egglisperger mit seinem Ross den zugefrorenen Bodensee nach Überlingen überquerte. Dieses Ereignis inspirierte Schwab zu seiner Ballade. Hieran erinnert auch der Brunnen Der Reiter über den Bodensee in Überlingen.
Beim Schrecken nach einem unbewusst überstandenem Unheil wird an den Reiter über den Bodensee erinnert.

## … reitet für Deutschland.

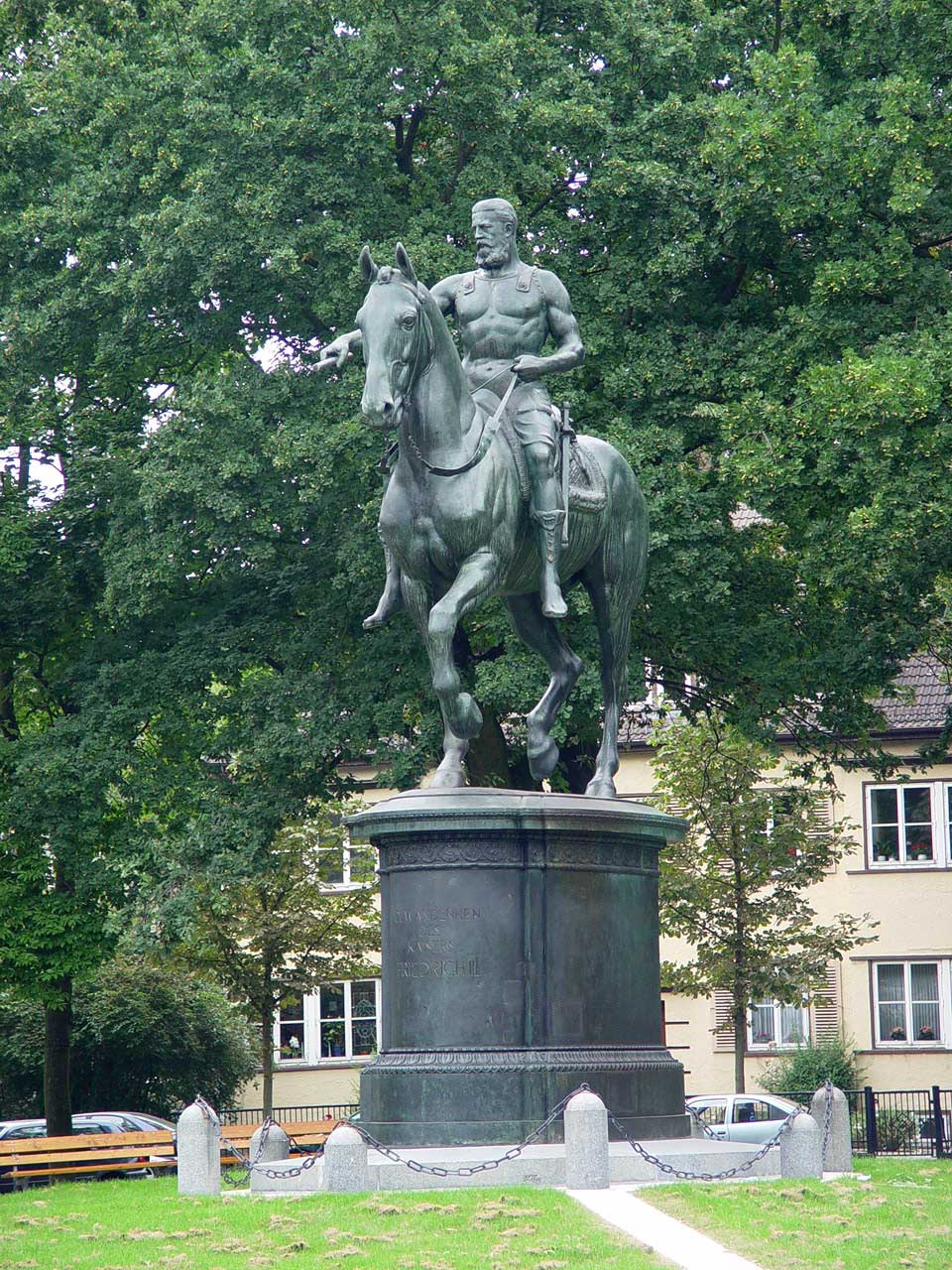
Reiterstandbild Friedrichs III. in Bremen

Dies ist der Titel einer Reiterbiografie von Clemens Laar aus dem Jahr 1936 und eines Films von Arthur Maria Rabenalt aus dem Jahr 1941, das die Geschichte eines deutschen Rittmeisters erzählt, der im Ersten Weltkrieg gelähmt wurde, seine Krankheit aber besiegte und schließlich als Springreiter siegreich aus einem Turnier hervorging.
In diesem nationalistischen Drama wird das wiedererstarkte Deutschland nach dem Ersten Weltkrieg gefeiert und die Geschichte des Rittmeisters von Brenken erzählt, der als Offizier im Weltkrieg schwer verwundet wurde und seither gelähmt ist. Auch sein Rittergut ist hoch verschuldet, doch ihn treibt nur ein Gedanke: Er will wieder reiten und um jeden Preis Turniere gewinnen.
Vorbild für den Film war der Reiter Carl-Friedrich von Langen, der im Ersten Weltkrieg schwer verwundet wurde und kurze Zeit sogar auf einen Rollstuhl angewiesen war. 1928 gewann er bei den Olympischen Spielen in Amsterdam, den ersten, an denen Deutschland wieder teilnehmen durfte, zwei Goldmedaillen.
Der Titel wird auch ironisch verfremdet verwendet. So heißt eine Schallplatte, die die sprachlichen Fehlleistungen des ehemaligen deutschen Bundespräsidenten Heinrich Lübke wiedergibt „… redet für Deutschland“.
„Kaiser Friedrich reitet für Deutschland – Die Enthüllung des Reiterstandbildes Friedrichs III. in Bremen und der Besuch Wilhelms II. in der Hansestadt im Jahre 1905“ war der Titel eines wissenschaftlichen Kolloquiums im Juli 2005 zur Erinnerung an die glanzvolle Inszenierung der deutschen Kaisermacht in Bremen anlässlich der Enthüllung des Standbildes des deutschen Kaisers Friedrich III.

## Religion ist Opium für das Volk.
Die Feststellung „Religion“ sei „Opium des Volkes“ stammt aus der 1844 veröffentlichten Abhandlung Zur Kritik der Hegelschen Rechtsphilosophie von Karl Marx, in der Marx zu folgendem Ergebnis kommt:
„Der Mensch macht die Religion, die Religion macht nicht den Menschen.“
Weiter stellt er fest:
„Die Religion ist der Seufzer der bedrängten Kreatur, das Gemüt einer herzlosen Welt, wie sie der Geist geistloser Zustände ist. Sie ist das Opium des Volkes.“
Diese Aussage wurde in der Folgezeit auf die Form „Religion ist Opium für das Volk“ verkürzt.

## Republiken enden durch Luxus, Monarchien durch Armut.
Diese Ansicht findet sich in der Schrift Vom Geist der Gesetze des französischen Rechtsphilosophen Charles de Montesquieu und lautet im französischen Original so:
„Les républiques finissent par le luxe; les monarchies, par la pauvreté.“
In dem Maß, in dem der Luxus zunimmt, wenden sich die Bürger ihrem Eigeninteresse zu. Montesquieu ist der Ansicht, je weniger Luxus vorhanden ist, desto vollkommener ist die Republik.

## Requiescat in pace.
Diese lateinische Formel bedeutet auf Deutsch „Er / Sie ruhe in Frieden!“ Daneben gibt es noch die Aufforderung:
„Ruhe in Frieden!“
Diese Worte finden sich in Todesanzeigen oder auf Grabsteinen, auch als Abkürzung RIP. Sie geht auf Psalm 4,9 zurück, worin es ohne Bezug auf den Tod heißt:
„Ich liege und schlafe ganz mit Frieden.“
Die Stelle ist Ausdruck großen Gottvertrauens des Psalmisten.

## Revolution von oben
Die Ausdrücke Revolution von oben – Revolution von unten gehen auf den Schriftsteller Friedrich Schlegel zurück, der sie in seiner Abhandlung Signatur des Zeitalters verwendete.
Die Revolution von oben führt er auf die „Anhänger der aus der Revolution hervorgegangenen neuen Despotie“ zurück, womit die Regierung Napoleons I. gemeint ist. Er führt dann weiter aus:
„So ist es denn endlich dahin gekommen, dass nachdem erst die Revolution von unten, dann die Revolution von oben ihre volle Zeitperiode hindurch gewütet hatten, nun noch ein neues politisches Unheilsphänomen, als erstes eigentümliches Kennzeichen der neuesten, eben jetzt beginnenden Epoche hervorbricht. Ich möchte es die Revolution aus der Mitte heraus nennen.“

## Revolutionäre in Schlafrock und Pantoffeln
In seinen Briefen aus Paris schrieb der deutsche Schriftsteller Ludwig Börne über einen Anhänger des spanischen Thronprätendenten und zeitweiligen Gegenkönigs Don Carlos, er sei einer von denen, „die in Pantoffeln und Schlafrock die Rückkehr Heinrichs V. abwarten“.
Der preußische Minister Otto Theodor Freiherr von Manteuffel (1805–1882) griff diese Worte auf, als er vor einer Beamtenrevolution in der ersten Kammer warnte. Seiner Meinung nach sei eine solche Revolution sehr gefährlich, „gerade weil man sich dabei im Schlafrock und Pantoffeln beteiligen kann, während der Barrikadenkämpfer wenigstens den Mut haben muss, sich zu exponieren.“

## Richtet nicht, auf dass ihr nicht gerichtet werdet.
Diese Anweisung gehört in den Zusammenhang der Bergpredigt Jesu. Jesus will die Menschen von selbstgerechtem Verurteilen ihrer Mitmenschen zurückhalten. Ihm geht es darum, Selbsterkenntnis zu üben. Im griechischen Original lautet der Satz:
„Μὴ κρίνετε, ἵνα μὴ κριθῆτε·“
Mē krinete hina mē krithēte.
Weiter führt Jesus aus:
„Denn nach welchem Recht ihr richtet, werdet ihr gerichtet werden; und mit welchem Maß ihr messt, wird euch zugemessen werden.“

## Rififi in …

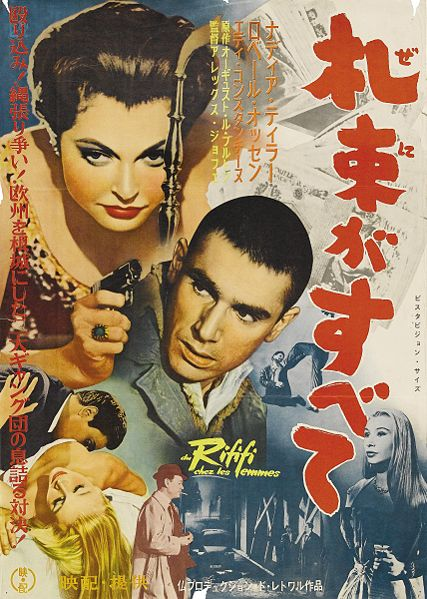
Japanisches Filmposter von 1955

Das französische Wort Rififi wurde von Auguste Le Breton in seinem 1953 im Slang geschriebenen Kriminalroman Du Rififi chez les hommes geprägt, nach welchem der gleichnamige Kinofilm (deutsch: Rififi; Frankreich-Premiere: 13. April 1955) gedreht wurde. Der mit einem Budget von 200.000 $ gedrehte Film über Gangster in der Pariser Unterwelt bekam auf dem Festival von Cannes 1955 einen Preis als beste Regie. Zu Beginn des Films wird Sängerin Viviane in einem Jazzclub gezeigt, als sie einen Jazzsong namens Rififi singt. Eine Einbruchsszene in einen Juwelierladen in der Pariser Rue de Rivoli wird 32 Minuten wortlos gezeigt. Der Film wird von Kritikern als der beste französische Gangsterfilm eingestuft. Nachdem das Film-Gegenstück Du Rififi chez les femmes 1957 erschienen war, schrieb Le Breton 11 Romane bis 1969 mit „Rififi“ im Titel.
Während dieser Zeit wurde das Wort in die deutsche Sprache übernommen. Das Rififi ist nach dem Duden ein „raffiniert ausgeklügeltes, in aller Heimlichkeit ausgeführtes Verbrechen“. Im Deutschen wird der Ausdruck jedoch auch für Krawall oder Schlägerei gebraucht. Für das Deutsche Institut der Filmkunde ist es ein Wort aus der Pariser Verbrechersprache und bedeutet „blutige Keilerei“. Auch der Comictitel Rififi in Palumbien aus der Serie Marsupilami (Band 10, September 2003) nimmt darauf Bezug.

## Right or wrong – my country!

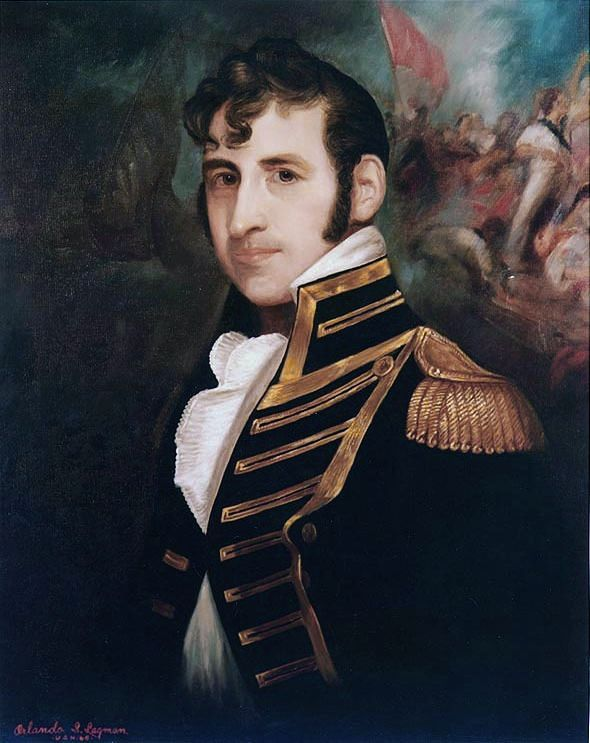
Stephen Decatur junior

„Right or wrong – my country!“ („Recht oder Unrecht – mein Vaterland!“) ist ein englischer Wahlspruch, der bedingungslosen Patriotismus ausdrückt. Als Urheber wird der US-Offizier Stephen Decatur junior angesehen, der dies nach dem Sieg im Amerikanisch-Tripolitanischen Krieg 1805 als Toast äußerte:
„In matters of foreign affairs, my country may she ever be right, but right or wrong, my country, my country!“
„In Außenangelegenheiten möge mein Land stets gerecht sein, aber recht oder unrecht, mein Land, mein Vaterland!“
In einer ausdrücklich reflektierteren Form benutzte den Gedanken der deutsch-amerikanische General und Innenminister Carl Schurz, als er am 29. Februar 1872 vor dem Senat äußerte:
„The Senator from Wisconsin cannot frighten me by exclaiming, „My country, right or wrong.“ In one sense I say so too. My country; and my country is the great American Republic. My country, right or wrong; if right, to be kept right; and if wrong, to be set right.“
„Der Senator aus Wisconsin kann mich nicht erschrecken mit seinem Worte „mein Land, Recht oder Unrecht.“' In gewissem Sinne gebrauche ich es auch. Mein Land, und mein Land ist die große Amerikanische Republik. Mein Land, im Recht oder im Unrecht, wenn im Recht, im Recht zu halten; und wenn im Unrecht, ins Recht zu rücken.“
Jahre später führte er diesen Gedanken auf einer antiimperialistischen Tagung weiter aus:
„I confidently trust that the American people will prove themselves … too wise not to detect the false pride or the dangerous ambitions or the selfish schemes which so often hide themselves under that deceptive cry of mock patriotism: „Our country, right or wrong!“ They will not fail to recognize that our dignity, our free institutions and the peace and welfare of this and coming generations of Americans will be secure only as we cling to the watchword of true patriotism: "Our country — when right to be kept right; when wrong to be put right.“
„Ich vertraue darauf, dass das amerikanische Volk sich als zu weise erzeigen wird, als dass es den falschen Stolz, die gefährlichen Bestrebungen und die selbstsüchtigen Machenschaften nicht entlarven würde, welche sich unter diesem trügerischen Schrei des falschen Patriotismus „Our country, right or wrong“ verbirgt. Es wird nicht übersehen, dass unsere Würde, unsere freien Institutionen und der Frieden und das Wohl dieser und kommender Generationen von Amerikanern nur sicher sein wird, wenn wir auf die Losung des wahren Patriotismus beharren: "Unser Land, im Recht oder im Unrecht, wenn im Recht, im Recht zu halten; und wenn im Unrecht, ins Recht zu rücken.“

## Rin in die Kartoffeln, raus aus die Kartoffeln!
Diese Worte sagt man, wenn aufeinander folgende Weisungen widersprüchlich sind. Sie sind seit 1881 aus einem militärischen Scherz in der satirischen Wochenzeitschrift Fliegende Blätter bezeugt und haben ihren Ursprung in ungeordneten militärischen Befehlen. Es konnte vorkommen, dass sich Soldaten zur Tarnung in einem Kartoffelacker verstecken sollten, gleich darauf aber den Acker zur Vermeidung von Flurschäden wieder räumen mussten.
Es ist heute eine unwillige Bemerkung zu ständigen Veränderungen oder widersprüchlichen Entscheidungen.

## Ritt über den Bodensee
Siehe weiter oben unter Reiter über den Bodensee.

## Ritter ohne Furcht und Tadel

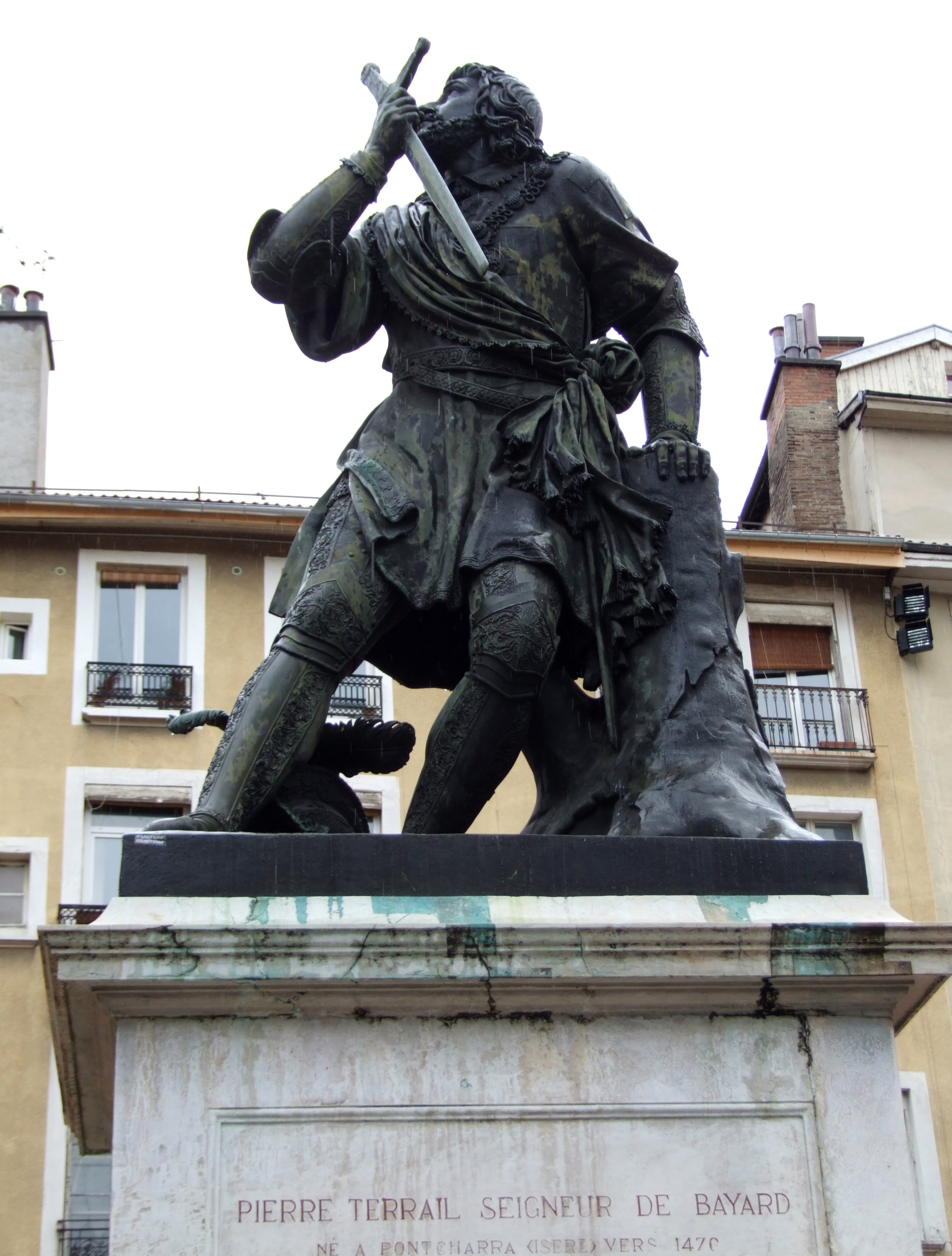
Statue Pierre du Terrails in Grenoble

Dies war der Beiname des Ritters Pierre du Terrail, Chevalier de Bayard. Französisch heißt sein Beiname:
„Chevalier sans peur et sans reproche“
Die Tageszeitung Die Welt schreibt über Bayard:
„Er starb an einen Baumstamm gelehnt, das Gesicht dem Feind zugewandt. Seine letzten Worte handelten von Treue und Vaterland. Mit dem Chevalier de Bayard, den alle Welt ‚Ritter ohne Furcht und Tadel‘ nannte, ging 1524 eine ganze kriegerische Epoche zu Ende.“
1503 verteidigte er angeblich ganz allein die Brücke über den Fluss Garigliano gegen 200 feindliche Reiter. Diese Heldentat machte ihn in Frankreich sehr populär. In einem alten Lied heißt es:
„Sieh, wie er an die Brücke
Sich kühnen Mutes stellt,
Dass er mit seinem Speere
Des Feindes ganzem Heere
Den Übergang verwehre
Steht er allein, der Held!“

## Ritter von der traurigen Gestalt

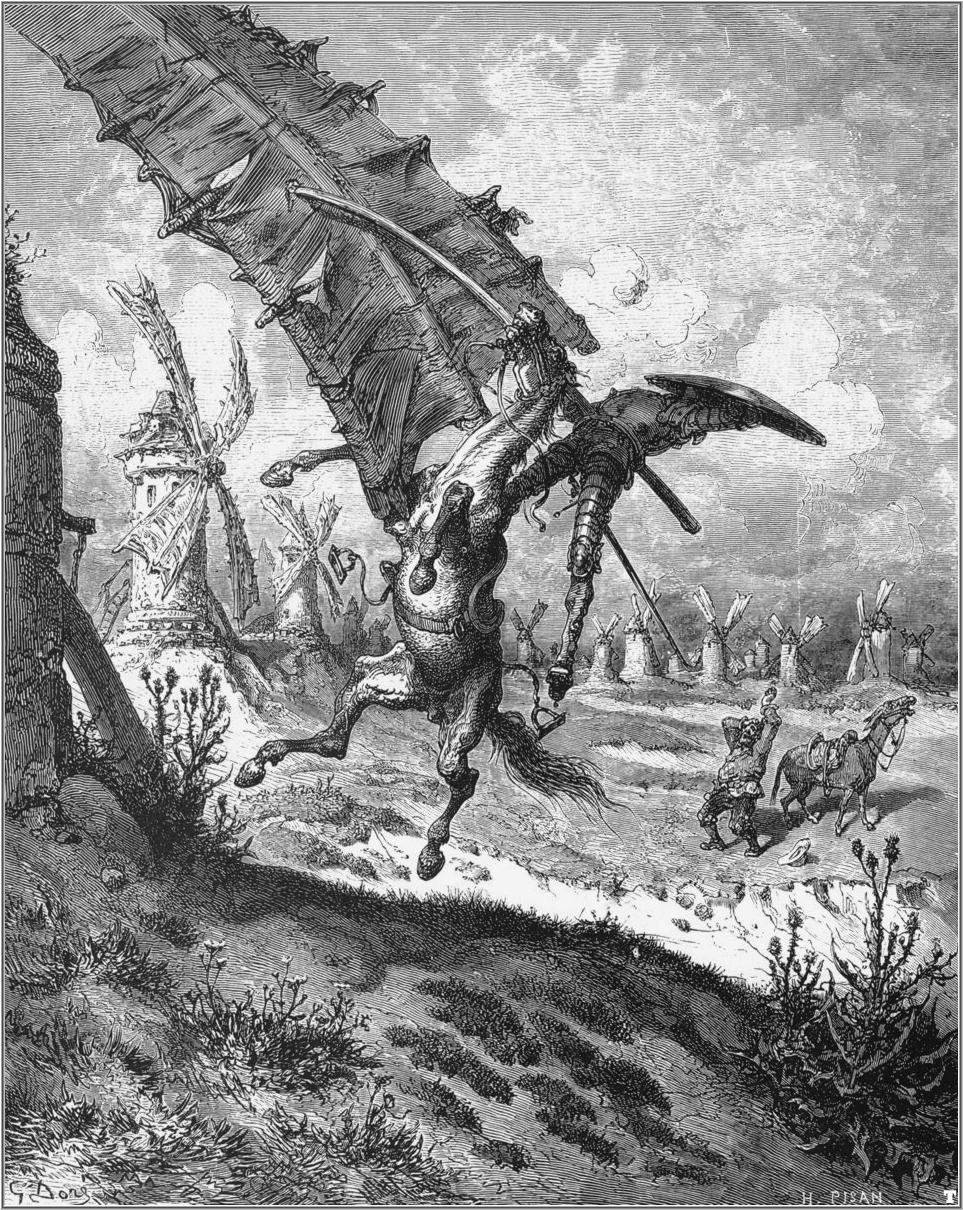
Don Quijotes Kampf mit den Windmühlen

Dies ist der Beiname von Don Quijote, der Hauptfigur in Miguel de Cervantes’ Roman Der sinnreiche Junker Don Quijote von der Mancha (El ingenioso hidalgo Don Quixote de la Mancha). Es handelt sich um die Übersetzung von El caballero de la triste figura. Don Quijote liest einen Ritterroman nach dem anderen, bis er schließlich glaubt, er selbst müsse sich aufmachen, als fahrender Ritter das Unrecht zu bekämpfen. Seinem Klepper verleiht er den Namen Rocinante (span. fue rocín antes [= vorher war’s ein Klepper]) und macht ein Bauernmädel zur Gebieterin seines Herzens, die er nicht weniger wohlklingend Dulcinea von Toboso (span. dulce [= süß]) nennt. Der Beiname ist ein Einfall des Knappen Sancho Pansa: Im 19. Kapitel des ersten Buches begegnet Quijote einem Leichenzug und glaubt, auf der Tragbahre liege ein verwundeter oder erschlagener Ritter, den er rächen müsse. Als er unhöfliche Antworten bekommt, gerät er in Wut und greift den Leichenzug an. Sancho Pansa stellt seinen Herrn danach folgendermaßen vor: „Wenn vielleicht jene Herren wissen wollen, wer der Held war, der sie so zugerichtet, so möget Ihr ihnen sagen: Es war der berühmte Don Quijote von der Mancha, der auch mit einem andern Namen der Ritter von der traurigen Gestalt genannt wird.“
Auf diesen Roman geht auch die Wendung „mit Windmühlen kämpfen“ (acometer molinos de viento) für einen unsinnigen Kampf zurück. Don Quijotes Kampf gegen die Windmühle(n) ist die bekannteste Episode des Romans. Sie spielt im Original nur eine untergeordnete Rolle, ist aber für die meisten modernen Bearbeitungen dieses Stoffs zentral. Das hat folgenden Grund: Das 19. Jahrhundert war von diesem ausweglosen Kampf des gnädigen Herrn gegen die gnadenlose Maschine fasziniert, weil der rasante technische Fortschritt damals den Machtverlust der Aristokratie vorantrieb. Die lächerliche Auflehnung des Junkers gegen Windmühlen war dafür das ideale Symbol.

## Rose is a rose is a rose is a rose.
Dieser englische Satz („Rose ist eine Rose ist eine Rose ist eine Rose.“) stammt von der US-amerikanischen Schriftstellerin Gertrude Stein, die in Paris lebte und dort Mittelpunkt eines Kreises von Malern und Schriftstellern war. Ihr Prosastil der assoziativen Reihung und scheinbar sinnlosen Wiederholung von Gleichem sollte Ausdruck der fließenden Zeit sein.
Der Satz stammt aus dem Gedicht Sacred Emily im Band Geography and Plays von 1913, wobei Stein mit dem Gleichklang von a rose und Eros spielt:
„Rose is a rose is a rose is a rose
Loveliness extreme.
Extra gaiters,
Loveliness extreme.
Sweetest ice-cream.
Pages ages page ages page ages.“
Man verwendet das Zitat, bei dem das Substantiv auch durch ein anderes ersetzt sein kann, um von etwas zu sagen, dass es mit sich selbst identisch ist.

## Rosen für den Staatsanwalt
Rosen für den Staatsanwalt ist ein Spielfilm des deutschen Regisseurs Wolfgang Staudte aus dem Jahr 1959, der als bissige Satire auf die Zustände in der bundesdeutschen Justiz der Adenauer-Ära eingeht.
Der Kriegsgerichtsrat Dr. Wilhelm Schramm schwärmt von den „alten Zeiten“ und besorgt sich verstohlen am Zeitungsstand die Deutsche Soldatenzeitung. Als ihm ein Strauß weißer Rosen zugestellt wird, argwöhnt seine Frau eine außereheliche Beziehung, doch Schramm beruhigt sie: Die Rosen stammen von der Frau des wegen antisemitischer Äußerungen beschuldigten Studienrates Zirngiebel und sind das verabredete Zeichen für dessen gelungene Flucht.
Der Titel wurde zum Inbegriff der Bestechung von Justizbeamten.

## Ross und Reiter sah ich niemals wieder.
Mit diesem Vers endet ein Monolog Wallensteins in Friedrich Schillers Trauerspiel Wallensteins Tod. Vor einer Schlacht hatte Wallenstein auf Anraten Oktavio Piccolominis seinen Schecken gegen ein anderes Pferd ausgetauscht, was ihm das Leben gerettet hatte:
„Dieses Tieres Schnelligkeit entriss
Mich Banniers verfolgenden Dragonern.
Mein Vetter ritt den Schecken an dem Tag,
Und Ross und Reiter sah ich niemals wieder.“

## Roter Faden

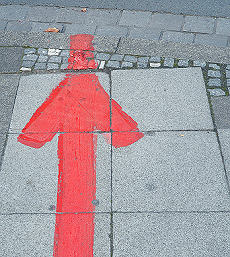
Roter Faden in Hannover

Der Ausdruck Roter Faden im Sinne von „leitender, verbindender Grundgedanke“ geht auf Goethes Roman Die Wahlverwandtschaften zurück, wo die Hauptidee im Tagebuch Ottiliens mit dem durchlaufenden roten Faden im Tauwerk der englischen Marine verglichen wird:
„Sämtliche Tauwerke der königlichen Flotte … sind dergestalt gesponnen, dass ein roter Faden durch das Ganze durchgeht, den man nicht herauswinden kann, ohne alles aufzulösen … Ebenso zieht sich durch Ottiliens Tagebuch ein Faden der Neigung und Anhänglichkeit, der alles verbindet und das Ganze bezeichnet … Manches Eigene von innigerem Bezug wird an dem roten Faden wohl zu erkennen sein.“
In der griechischen Mythologie gab es den Ariadnefaden, ein Geschenk der Prinzessin Ariadne, Tochter des Minos, an Theseus. Mit Hilfe des Fadens fand Theseus den Weg durch das Labyrinth, in dem sich der Minotauros befand.
Ein Kennfaden ist eine Produkt- oder Materialkennzeichnung mittels eines meist in das Produkt eingefügten besonderen Fadens. Der Faden wird meist durch seine Farbe erkennbar gemacht.
Beim Roten Faden in Hannover handelt es sich um einen Rundgang zu den 36 wichtigsten Sehenswürdigkeiten in der Innenstadt.

## Rotte Korah
Der Ausdruck Rotte Korah geht auf das 4. Buch Mose zurück, in dem geschildert wird, wie ein Mann namens Korah sich mit zweihundertfünfzig Leuten gegen Moses auflehnt und wie diese dafür von Gott durch Feuer getötet werden.

## Rotwein ist für alte Knaben eine von den besten Gaben.

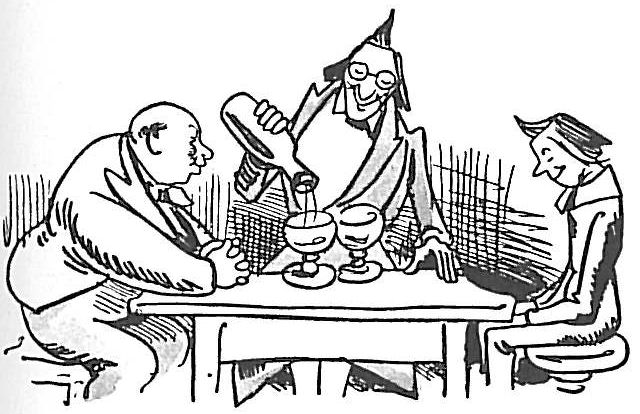
„Rotwein ist für alte Knaben eine von den besten Gaben.“

In Wilhelm Buschs Trilogie Tobias Knopp wird dieser von Rektor Debisch mit einer Flasche Rotwein bewirtet, die allerdings dessen Sohn heimlich mit Wasser aus der Regenrinne aufgefüllt hat. Die Vorfreude der Herren Debisch und Knopp kommt in diesem Zweizeiler zum Ausdruck.
„Rotwein ist für alte Knaben
eine von den besten Gaben.“
Das Zitat wird heute meist scherzhaft als Kommentar beim Kredenzen eines Rotweins gebraucht und ist zum Beispiel die Überschrift über einen Artikel zu einer Studie, die die Zeitschrift Nature veröffentlichte und in dem es um den Rotwein-Inhaltsstoff Resveratrol als Anti-Aging geht:
„Die Forscher fanden heraus, dass dicke alte Mäuse, die mit einer fettreichen Kost gefüttert wurden und zusätzlich den Rotwein-Inhaltsstoff Resveratrol erhielten, gesünder waren und länger lebten als ihre gleichfalls fetten Nagerkollegen, die ohne Resveratrol auskommen mussten.“

## Rufer in der Wüste

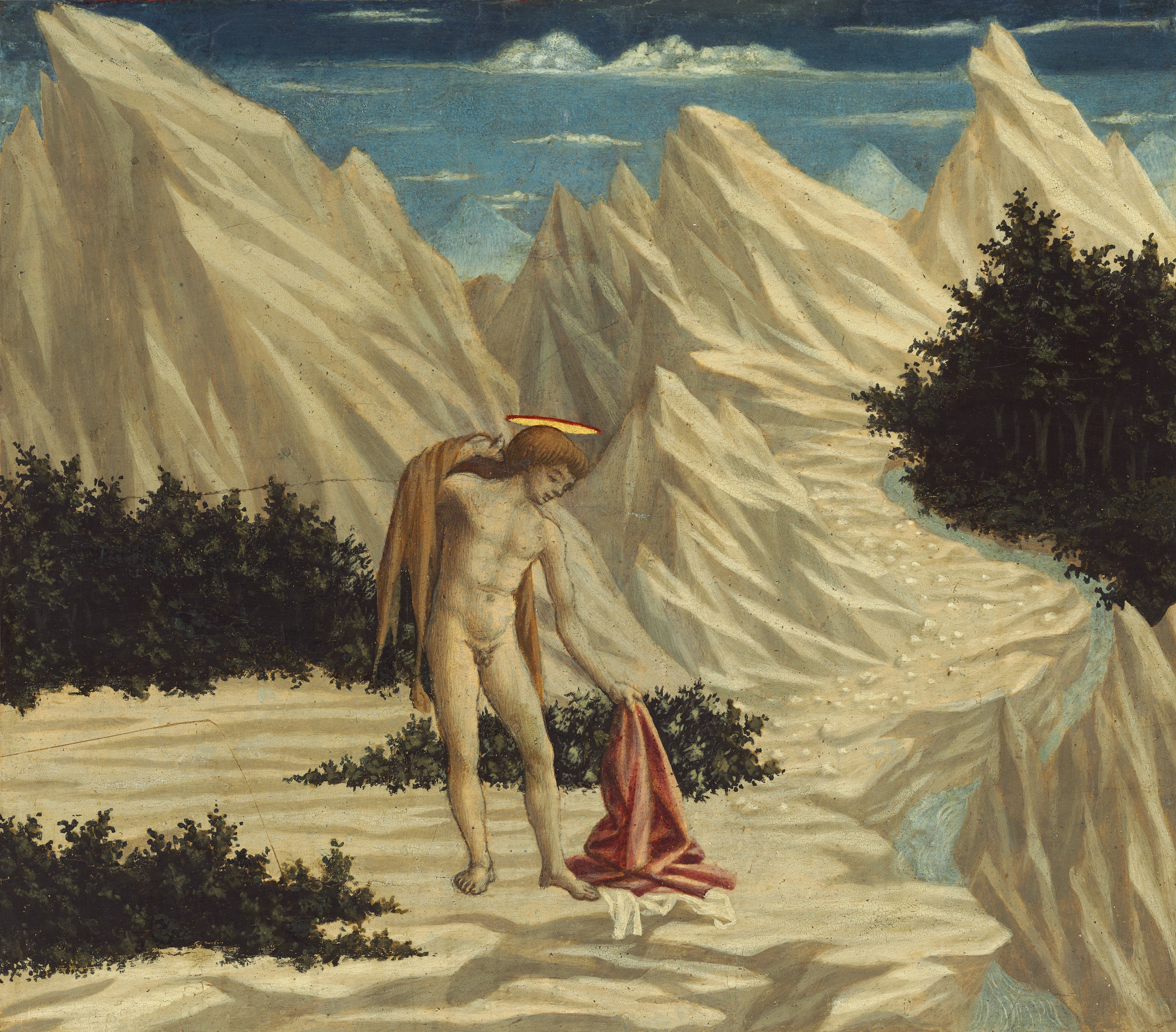
Domenico Veneziano: Johannes der Täufer

Mit dem „Rufer in der Wüste“ ist nach christlicher Interpretation der biblische Johannes der Täufer gemeint. Die Bezeichnung lautet vollständig „Stimme des Rufers in der Wüste“ (griechisch: φωνὴ βοῶντος ἐν τῇ ἐρήμῳ, phōnē boōntos en tē erēmō; lateinisch: „vox clamans in deserto“) und geht auf Jes 40,3  und Mk 1,3  zurück. Die Ortsbezeichnung „in der Wüste“ könnte darauf hinweisen, dass Johannes unweit von Qumran lebte, wo eine streng asketische Gemeinschaft der kommenden Heilszeit entgegensah. Der Begriff wird heute im Sinne von „unbeachtet“, „vergebens“ verwendet.
Der Zitatensammler Georg Büchmann schreibt dazu in seinen Geflügelten Worten:
„Wer vergeblich mahnt, den nennen wir einen Prediger in der Wüste nach Jesaias 40,3: „Es ist eine Stimme eines Predigers in der Wüste“ (vrgl. Jes. 53,1: " … wer glaubt unserer Predigt?"); nach der Vulgata: vox clamantis in deserto, was, gedeutet auf Johannes den Täufer, Matth. 3,3, Mark. 1,3, Luk. 3,4 und Johannes 1,23 wiederholt wird. “
„Ein Rufer in der Wüste“ ist Titel des Romans von Jakob Bosshart (1921).

## Ruhe ist die erste Bürgerpflicht.

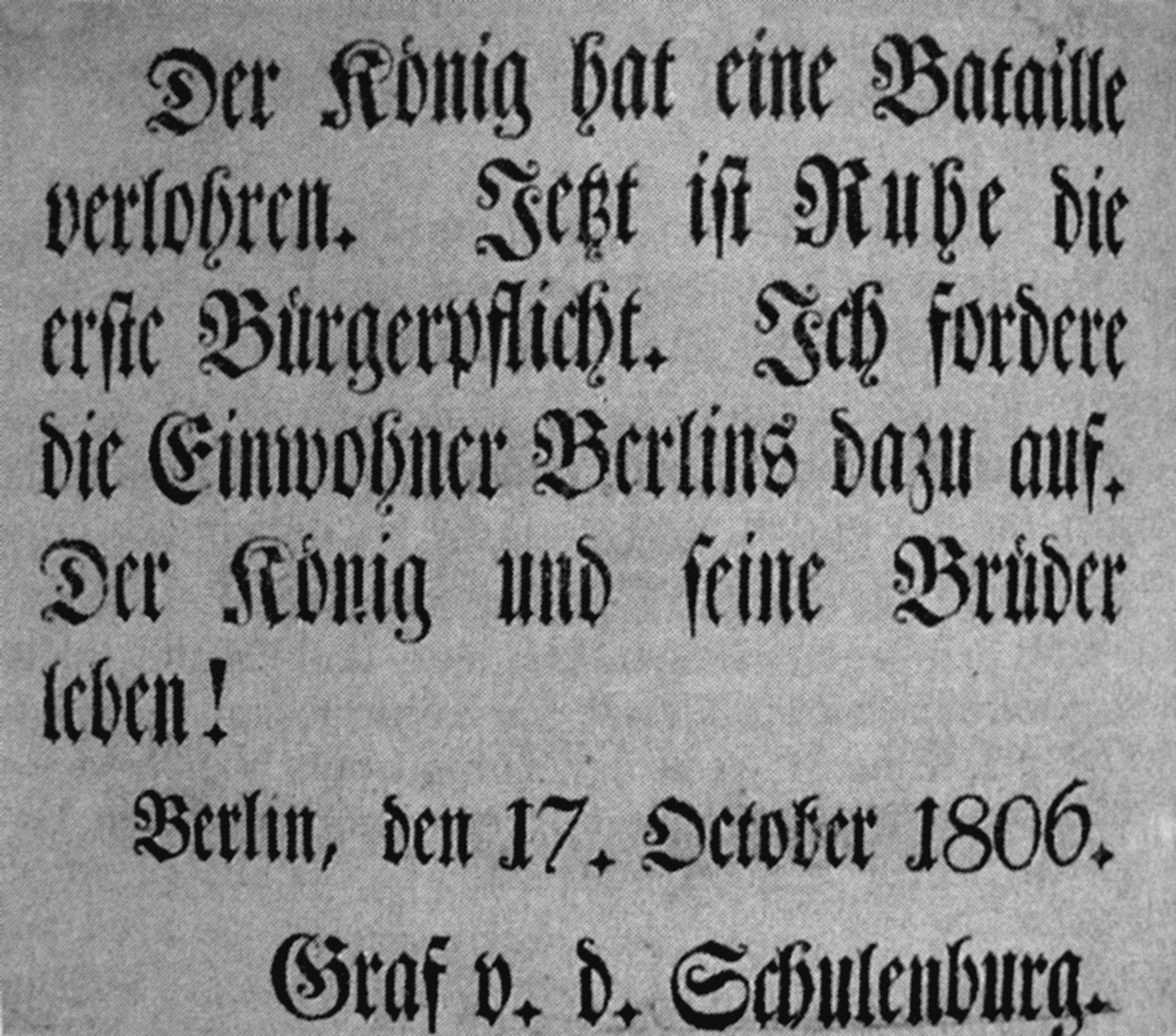
Plakatierter Ursprung des Zitats

In der Schlacht von Jena und Auerstedt schlugen die französischen Truppen unter Napoléon Bonaparte am 14. Oktober 1806 die preußisch-sächsische Armee. Es war absehbar, dass Napoleon nun Berlin erobern würde. Deshalb richtete dort der preußische Minister Friedrich Wilhelm Graf von der Schulenburg-Kehnert eine Aufforderung an die Einwohner:

„Der König hat eine Bataille verlohren. Jetzt ist Ruhe die erste Bürgerpflicht. Ich fordere die Einwohner Berlins dazu auf. Der König und seine Brüder leben! Berlin, den 17. October 1806. Graf v. d. Schulenburg.“

Dieses geflügelte Wort wurde zum Motto der Gesellschaft nach dem Wiener Kongress bzw. insbesondere nach den Karlsbader Beschlüssen von 1819, mit denen politische Aktivitäten unterdrückt wurden. Das repressive Zeitalter bis 1848 wurde später Biedermeier genannt. Dieser Name entstammt einer 1855 erschienenen parodistischen Gedichtsammlung eines fiktiven Schulmeisters Gottlieb Biedermaier, die der Jurist und Schriftsteller Ludwig Eichrodt und der Arzt Adolf Kussmaul erfanden. Der namensgebende Biedermaier begnügte sich darin mit seinem beschaulich-ruhigen Leben ohne jedes politische Engagement.
Ruhe ist die erste Bürgerpflicht oder Vor fünfzig Jahren ist ein vaterländischer Roman des Schriftstellers Willibald Alexis aus dem Jahr 1852.
Abgeleitet davon wird inzwischen auch die gegenteilige Aussage gebraucht: Unruhe ist die erste Bürgerpflicht, beispielsweise als Titel eines Buches von Konrad Jule Hammer aus dem Jahr 1968.
Siehe auch
- Keep Calm and Carry On

## Ruhender Pol
Aus Friedrich Schillers Gedicht Der Spaziergang stammt der folgende Vers, auf den wohl die sprachliche Fügung „der ruhende Pol“ zurückgeht:
„Sinnend der Weise, beschleicht forschend den schaffenden Geist,
Prüft der Stoffe Gewalt, der Magnete Hassen und Lieben,
Folgt durch die Lüfte dem Klang, folgt durch den Äther dem Strahl,
Sucht das vertraute Gesetz in des Zufalls grausenden Wundern,
 Sucht den ruhenden Pol in der Erscheinungen Flucht.“
Dieses Zitat wurde gerne vom Naturforscher Alexander von Humboldt gebraucht und wurde später auch ein Lieblingszitat des Physikers Hermann von Helmholtz. Bei Humboldt steht das Zitat am Schluss der Monographie Versuche über die gereizte Muskel- und Nervenfaser:
„Große und glänzende Entdeckungen können dem menschlichen Geiste nicht entgehen, wenn er kühn auf dem Wege des Experiments und der Beobachtung fortschreitet, und unablässig sucht den ruhenden Pol in der Erscheinungen Flucht.“
Heute versteht man unter einem ruhenden Pol einen Menschen, der bei Unruhe Ruhe ausstrahlt.

## Ruhig, Brauner!
In Richard Wagners Oper Die Walküre sagt Helmwige zu ihrem Pferd:

„Ruhig, Brauner! Brich nicht den Frieden“

Der Ausdruck wird in der Alltagssprache verwendet, um ungeduldige oder erregte Menschen zu kommentieren.

## Rühr mich nicht an!

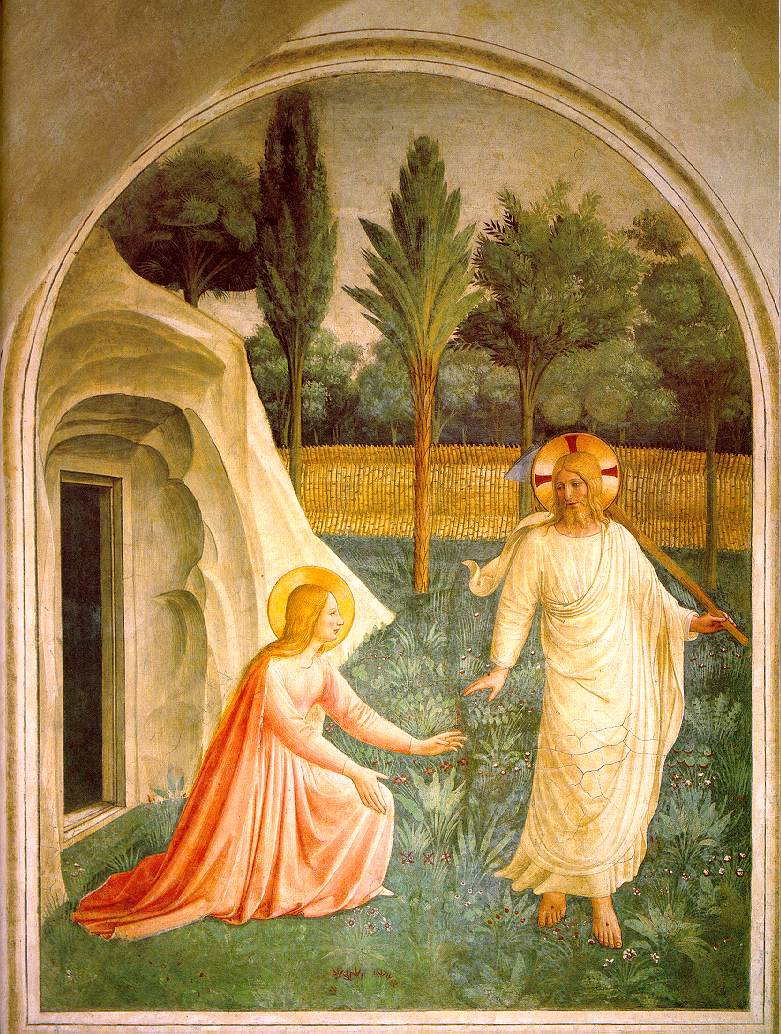
Fra Angelico: Jesus und Maria Magdalena am Ostermorgen

Diese Worte sagt Jesus Christus zu der suchenden Maria Magdalena nach seiner Auferstehung am Ostermorgen im Evangelium nach Johannes (Joh 20,15-17 ):
„15 Jesus spricht zu ihr: Weib, was weinst du? Wen suchst du? Sie, in der Meinung, es sei der Gärtner, spricht zu ihm: Herr, wenn du ihn weggetragen, so sage mir, wo du ihn hingelegt hast, und ich werde ihn wegholen. 16 Jesus spricht zu ihr: Maria! Sie wendet sich um und spricht zu ihm auf hebräisch: Rabbuni! das heißt Lehrer. 17 Jesus spricht zu ihr: Rühre mich nicht an, denn ich bin noch nicht aufgefahren zu [meinem] Vater. Geh aber hin zu meinen Brüdern und sprich zu ihnen: Ich fahre auf zu meinem Vater und eurem Vater, und zu meinem Gott und eurem Gott.“
Im griechischen Original heißt es:
„Μή μου ἅπτου.“
Mē mou haptou.
Die lateinische Fassung () dieser Bibelstelle Noli me tangere wird gleichfalls benutzt und bezeichnet darüber hinaus künstlerische Darstellungen der Szene.
In der Neuen Zürcher Zeitung schreibt der Romanist Hans-Martin Gauger zu dieser Bibelstelle:
„Danach war da wohl eine auf Jesus zustürzende Bewegung Magdalenas. Denn nun kommt das seltsame ’Rühr mich nicht an!. Oder, so kann man es auch übersetzen (und so überträgt es die hier zitierte «Einheitsübersetzung»): ‚Halte mich nicht fest!‘ Die Begründung, die Jesus gibt, ist rätselhaft: ‚Denn ich bin noch nicht zum Vater hinaufgegangen.‘“
Von dieser Bibelstelle abgeleitet ist der Name „Rühr-mich-nicht-an“ für das Große Springkraut, dessen auffälliges Merkmal es ist, dass die Fruchtkapseln unter so starkem Druck stehen, dass sie bei Berührung aufplatzen und die enthaltenen Samen herausgeschleudert werden.

## Rule, Britannia, rule the waves!

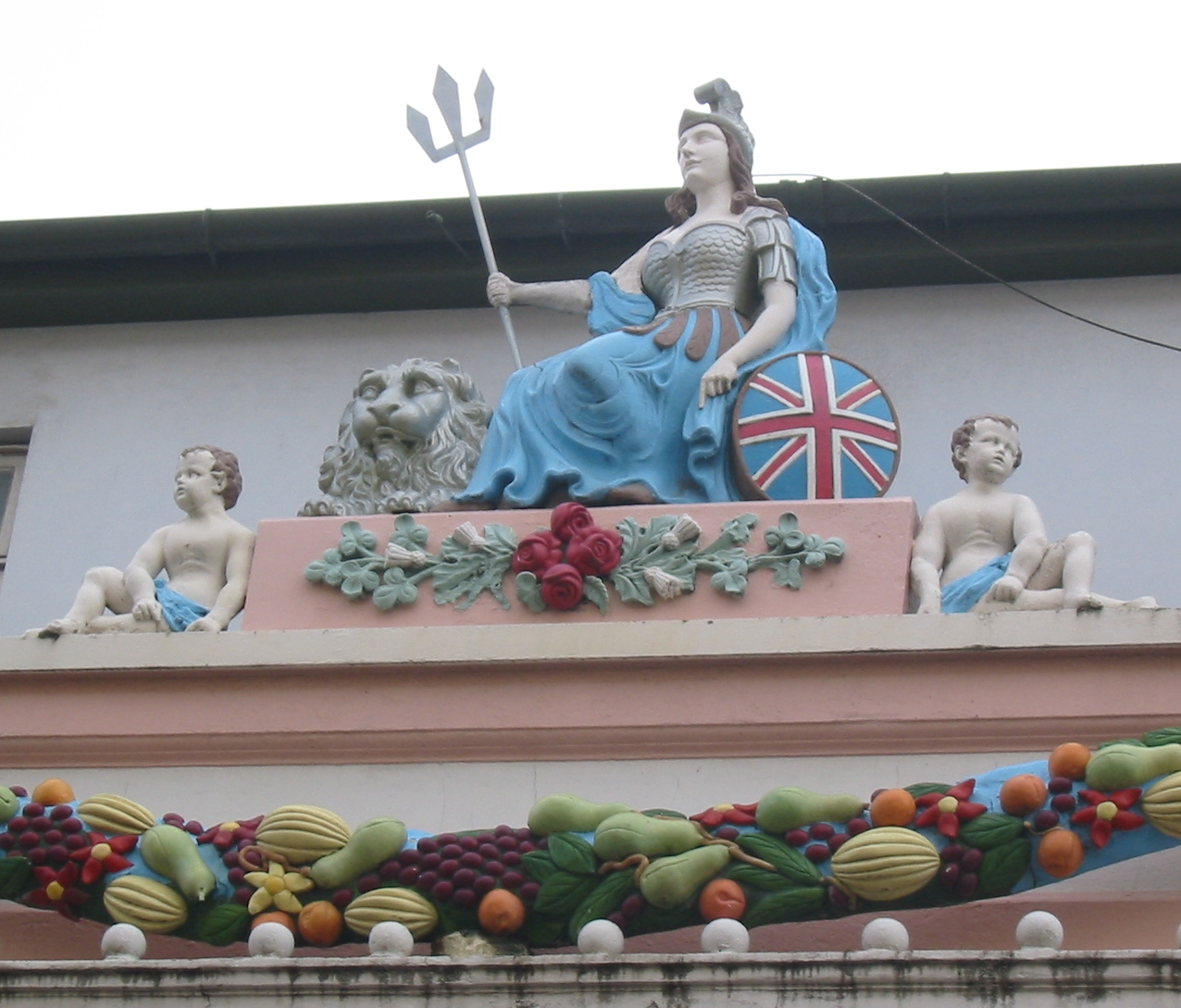
Britannia-Figur in Saint Helier, Jersey

Dies ist der Refrain des patriotischen englischen Lieds Rule, Britannia! aus dem Drama Alfred: a Masque (Alfred: ein Maskenspiel) des schottischen Dichters James Thomson. Es gilt als inoffizielle Nationalhymne Großbritanniens und gehört zum festen Repertoire der Londoner Promenadenkonzerte. Das Lied hat folgenden Kehrvers:
„Britannia, rule the waves,
Britons never will be slaves!“
„Herrsche Britannia, herrsche über die Wogen, Briten werden niemals Sklaven sein!“
Rule, Britannia! wird – wie die patriotischen Stücke Land of Hope and Glory und Jerusalem – traditionell von der BBC während der Last Night of the Proms (Abschlussveranstaltung der Promenadenkonzerte) aufgeführt und gewöhnlich von einem Gaststar gesungen.
Ludwig van Beethovens Orchesterwerk Wellingtons Sieg oder die Schlacht von Vitoria beginnt – nach einem Trommelwirbel – mit Rule Britannia.
Auch Richard Wagner bearbeitete das Thema Rule Britannia für Orchester.
Eine etwas eigenwillige Interpretation des Liedes lieferte Margaret Rutherford als Miss Marple in dem Film Mörder ahoi! (Murder Ahoy, 1964). Zudem wird bei Fußballspielen der englischen Nationalmannschaft stets der Kehrvers aus Rule Britannia zu unterschiedlichen Zeitpunkten von den Fans intoniert.